# 畢竟夔
畢竟夔（1502年—？），字叔元，江西廣信府貴溪縣人，軍籍，明朝政治人物。

## 生平
嘉靖四年（1525年）乙酉科江西鄉試第五名舉人。嘉靖二十年（1541年）中式辛丑科會試第二百十二名，登第二甲第三十九名進士。官河南府知府。

## 家族
曾祖畢清；祖父畢鑑；父畢偉卿，母方氏；繼母彭氏。永感下。兄竟英；竟恭（府通判）；竟芳。弟畢竟容（兵部员外郎）；畢竟立（贡士）；畢竟萬。